# Palazzo Pinelli (Giugliano in Campania)
Palazzo Pinelli, noto anche come Palazzo Palumbo o Palazzo Baronale, è un edificio rinascimentale situato a Giugliano in Campania, nella città metropolitana di Napoli, originariamente concepito come palazzo-fortezza con torri difensive. Nel corso dei secoli, il palazzo ha subito numerose trasformazioni, che hanno alterato il progetto originario del Mormando, e la quasi completa scomparsa dei giardini.

## Storia
Il palazzo fu commissionato nel 1545 da Cosimo Pinelli, banchiere, duca di Acerenza e signore del feudo di Giugliano. Il progetto è attribuito a Giovan Francesco De Palma, detto il Mormando, architetto napoletano allievo di Giovanni Francesco Donadio (anch'egli noto come Mormando), di cui sposò la figlia Diana. I lavori furono completati intorno al 1569.

Stemma famiglia Pinelli

Nel 1631, sotto il feudatario Galeazzo Francesco Pinelli (nipote di Cosimo), il letterato Giovan Battista Basile fu nominato governatore di Giugliano e risiedette nel palazzo. Si può immaginare che Basile, membro dell'Accademia degli Oziosi fondata nel 1611 da Giambattista Manso, proprio nelle sale del piano nobile abbia lavorato alla stesura della sua opera più celebre, "Lo Cunto de li Cunti - trattenimento de li piccirilli", raccolta di racconti che ispirò successivamente autori come Perrault e i fratelli Grimm per fiabe quali "Cenerentola", "Il gatto con gli stivali" e "La bella addormentata nel bosco". 
Nelle sue stanze venne ospitata anche la rinomata biblioteca privata di Gian Vincenzo Pinelli.
Nel 1639, Galeazzo Francesco Pinelli cedette le sue quote del feudo e del palazzo a Cesare d'Aquino. Successivamente, nel 1691, la proprietà passò a Francesco Grillo, Duca di Giugliano. Ma con la morte, senza figli, del Duca Domenico Grillo nel 1756, il Palazzo ducale e gli altri beni della famiglia furono sequestrati dal fisco. Il palazzo divenne quindi dimora del regio amministratore Antonio Tito. Intorno al 1794 fu acquistato da Marcantonio Colonna, Principe di Stigliano e nuovo feudatario di Giugliano. Quest'ultimo, importante personaggio della corte borbonica e Viceré di Sicilia dal 1774, commissionò una radicale ristrutturazione dell'edificio intorno al 1794.
Nel 1833 il palazzo fu espropriato a beneficio dei Palumbo, da cui deriva l'alternativa denominazione.

### Trasformazioni storiche
Nel corso dei secoli il palazzo ha subito numerose trasformazioni che hanno alterato il progetto originario del Mormando.
Durante il periodo di proprietà dei Colonna di Stigliano, il palazzo subì importanti trasformazioni. A partire dal 1794,  Marcantonio Colonna commissionò una radicale ristrutturazione all'architetto Domenico Chelli, già direttore del Teatro San Carlo di Napoli. L'intervento comprese il rifacimento degli interni in stile pompeiano e la realizzazione di splendidi giardini monumentali accessibili attraverso uno scalone barocco tuttora esistente.

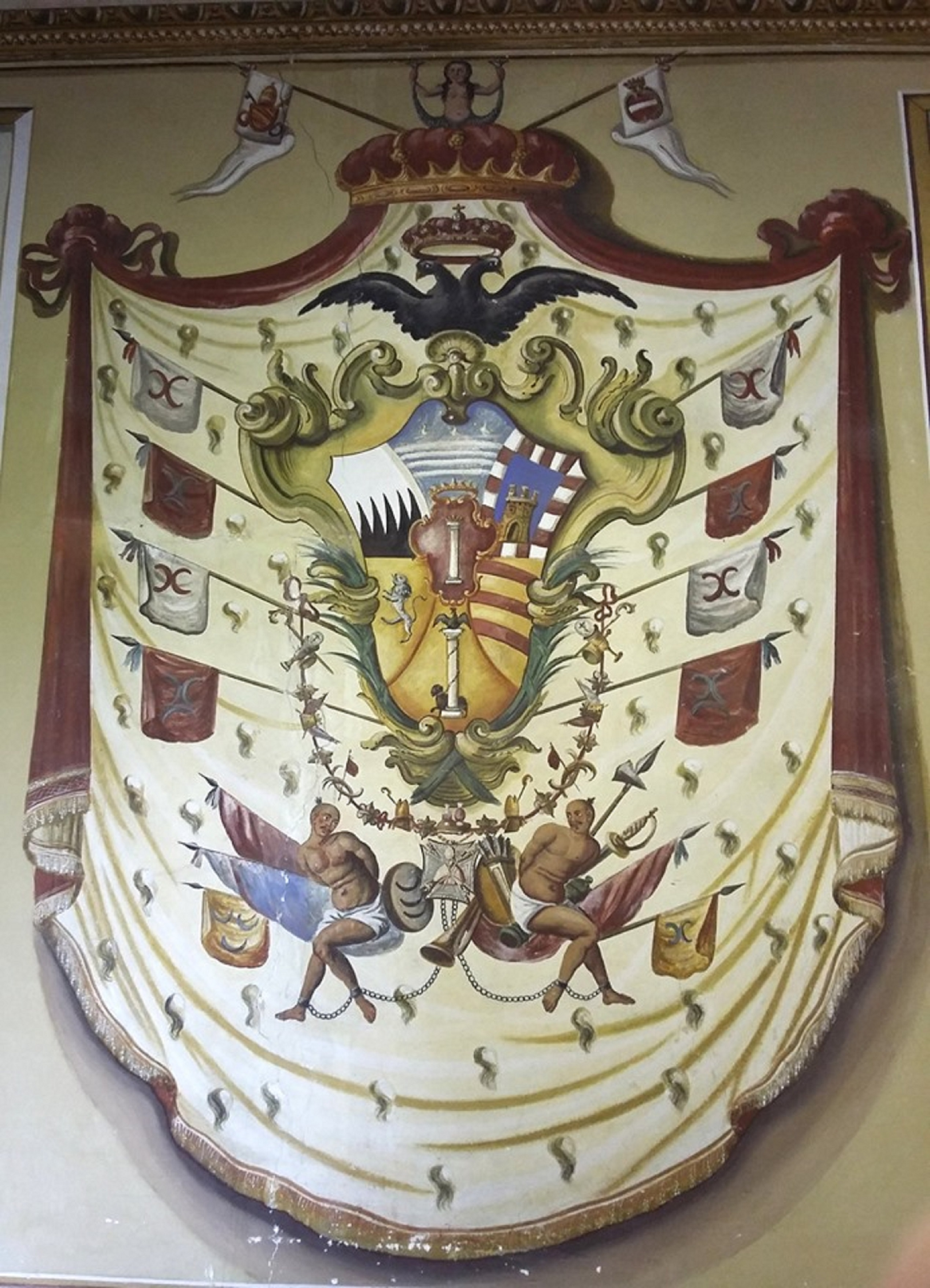
Stemma dei Principi Colonna affrescato su una parete

I Colonna arricchirono il complesso con numerose "magnificenze", come documentato nel "Dizionario geografico-istorico-fisico del regno di Napoli" (1796) dell'Abate Francesco Sacco e nelle "Memorie istoriche della terra di Giugliano" (1800) di Agostino Basile. Tra queste vi erano:
- Una cappella privata contenente il corpo intero di San Feliciano Martire[12], fatto trasferire a Giugliano per volere della famiglia[13], e ancora esistente[14]
- Un teatrino interno al palazzo
- Una "vaga Trappa" con immagini in cera dei Padri trappisti, rappresentati sia seduti nel refettorio che in atto di preghiera
- Un vasto giardino ornato da statue e prospettive, tra cui una statua della dea Cerere[16] e un gruppo scultoreo raffigurante Polifemo, Aci e Galatea
- Un labirinto con al centro "una magnifica stanza fatta alla Cinese"

Questi elementi costituivano un eccezionale esempio di villa nobiliare settecentesca, combinando aspetti architettonici, artistici e paesaggistici secondo il gusto dell'epoca.

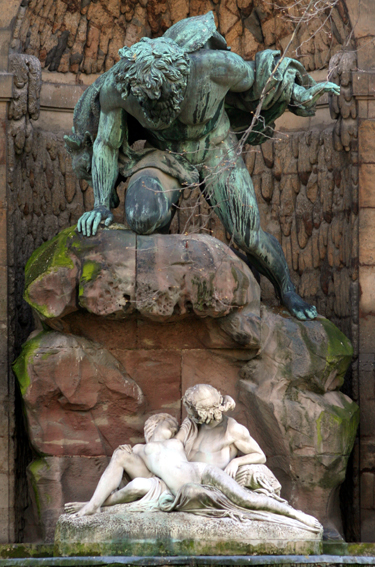
Esempio di scultura di Polifemo con Aci e Galatea, presso i Giardini del Lussemburgo

#### Trasformazioni novecentesche
Negli anni sessanta del Novecento, prima dell'entrata in vigore della Legge urbanistica del 1967, i giardini furono quasi completamente cementificati con la realizzazione di anonime palazzine e successivamente la torre fortezza sulla sinistra del cortile fu demolita per ricavarne appartamenti. I busti che sormontavano le quattro colonne di ingresso al giardino, scomparvero.
Negli anni novanta, un'ala del palazzo fu restaurata su commissione di alcuni membri della famiglia Palumbo, con direzione dell'Ing. Pasquale Basile.
L'edificio si conserva in discrete condizioni generali, sebbene rimanga solo qualche lembo superstite degli originari giardini.
Nel 2019 ha ospitato il Museo In Realtà Aumentata su Giovan Battista Basile.

## Descrizione
Il palazzo, originariamente concepito come palazzo-fortezza con torri difensive, ha una pianta regolare a tre ali articolata intorno ad un ampio cortile centrale e presenta la facciata principale sulla Piazza del Mercato, affacciata su corso Campano (secondo alcuni studiosi: l'antica via Antiqua).
La disposizione con cortile centrale deriva dai modelli planimetrici classici, divenendo l'elemento caratterizzante di questa tipologia architettonica che prevedeva un complesso edilizio chiuso attorno ad un cortile, con piccole aperture al piano terreno e finestre regolari, di dimensioni più ampie, nei registri superiori.
La facciata, esemplare del Rinascimento napoletano, è tripartita secondo lo schema classico (base, fusto, corona):
- Il primo livello (piano terra) è rivestito con bugnato a fasce orizzontali in piperno di colore grigio
- La facciata è ritmata da quattro pilastri-colonna di ordine dorico in piperno che reggono un aggetto-mensola che corre lungo la facciata in prossimità del primo solaio
- Il portone d'ingresso è collocato al centro, ricavato all'interno della bugnatura costituita da fasce lineari orizzontali
- Il secondo e terzo livello presentano paramenti lisci finiti ad intonaco di colore rosso scuro, con struttura a rilievo sporgente costituita da telaio murario emergente di colore grigio
- Al centro della composizione, in prossimità del terzo livello, risalta un frontone decorativo triangolare che occupa tre moduli e poggia su quattro lesene con capitello ionico; queste lesene al piano terra diventano i pilastri precedentemente descritti, mentre al terzo piano lo spazio delle lesene è occupato dal frontone decorativo

Lo stile dell'edificio riflette quello del Rinascimento napoletano, inaugurato quasi un secolo prima da Alfonso V d'Aragona, caratterizzato da modi esuberanti e solenni, con ampio ricorso alle decorazioni in piperno per le facciate. Questo stile si distingue dal più sobrio rinascimento fiorentino grazie all'influenza degli scambi culturali nel Mediterraneo, che coinvolsero i territori partenopei nelle relazioni con gli altri territori della corona aragonese. La presenza in città di artisti catalani e spagnoli, tra cui Pisanello e Colantonio, e in seguito l'alleanza con i Medici di Firenze che portò molti artisti toscani a Napoli, contribuì a definire questo stile peculiare. Lo stile del Di Palma rappresenta una semplificazione dei modelli del suo maestro, basati su questo stile rinascimentale napoletano.